# Робертс, Нил (клавесинист)
Уильям Нил Робертс (англ. William Neil Roberts; 2 июня 1929, Миссури-Вэлли, штат Айова — 7 апреля 2011, Лос-Анджелес) — американский клавесинист и мастер по изготовлению клавесинов. Ученик Алисы Элерс.
Концертировал в США, Европе и Азии, записал несколько альбомов, в том числе альбом сонат Антонио Солера и Карлуша де Сейшаша (1971) и скрипичные сонаты Армана Луи Куперена (впервые), Арканджело Корелли и Георга Фридриха Генделя с Маршаллом Моссом. Первым записал на клавесине два альбома Скотта Джоплина, за несколько лет до сделавших эту музыку популярной записей Э. Пауэра Биггса. В 1988 и 1990 гг. преподавал в клавесинной мастерской в Южном методистском университете.
В 1980 году вместе со своим спутником жизни, флейтистом Энтони Бразье (англ. Anthony Brazier) открыл в Лос-Анджелесе Клавесинный центр — мастерскую по изготовлению инструментов, основанных на готовом наборе деталей от крупнейшей мировой фирмы Вольфганга Цукермана, но подвергавшихся тщательной индивидуальной подстройке. Инструменты работы Робертса и Бразье рекомендовал американским исполнителям Густав Леонхардт.